# Phaenicophaeus
Phaenicophaeus là một chi chim trong họ Cuculidae.

## Các loài
Chi Phaenicophaeus có 6 loài:
| Hình ảnh | Tên khoa học                  | Tên thông dụng                            | Phân bổ                                                             |
| -------- | ----------------------------- | ----------------------------------------- | ------------------------------------------------------------------- |
|          | Phaenicophaeus curvirostris   | Phướn ngực nâu dẻ                         | Đông Nam Á, từ Myanmar xuyên xuống Đông Java, Philippines và Borneo |
|          | Phaenicophaeus diardi         | Phướn nhỏ hay phướn bụng đen              | Brunei, Indonesia, Malaysia, Myanmar, Singapore, Thái Lan.          |
|          | Phaenicophaeus pyrrhocephalus | Phướn mặt đỏ                              | Sri Lanka                                                           |
|          | Phaenicophaeus sumatranus     | Phướn bụng nâu dẻ                         | Brunei, Indonesia, Malaysia, Myanmar, Singapore, Thái Lan.          |
|          | Phaenicophaeus tristis        | Phướn, coọc, giải phướn hay phướn mỏ xanh | Indian Subcontinent and Southeast Asia                              |
|          | Phaenicophaeus viridirostris  | Phướn mặt lam                             | Bán đảo Ấn Độ và Sri Lanka.                                         |